# Teulisna tenuisigna
Teulisna tenuisigna är en fjärilsart som beskrevs av Moore 1878. Teulisna tenuisigna ingår i släktet Teulisna och familjen björnspinnare. Inga underarter finns listade i Catalogue of Life.